# 武家屋敷 (上山市)
武家屋敷（ぶけやしき）は、山形県上山市鶴脛町一丁目にある武家屋敷で、4軒が現存している。
当時の武士の生活を忍ばせる遺産であり、観光スポットにもなっている。

## 概要
上山市にある武家屋敷で、森本家、三輪家、山田家、旧曽我部家の4軒が軒を連ねている。三輪家と旧曽我部家は上山市所有で一般公開されており、内部を参観できる。森本家と山田家は子孫が居住している私邸のため、外観と庭のみ参観できる。
天文4年（1535年）に上山城が築城されると、その西部や北部一帯は武家屋敷となった。現存の4軒が並ぶ仲丁通りには、上山藩の要職にあった家臣が居住していた。現存している家屋は、茅葺屋根、鉤型の曲屋で、玄関と通用口とを別にする武家中門造りの建築様式であり、4軒ともに約300年前～200年前の建造と推定されている。
屋敷の周りには、土塀または土塁が築かれていた。のちの藤井松平氏時代に西山の谷川から八幡堂堰で引水して造られた庭園の池は風致を添えると共に、防火用水ともなっている。

## 沿道の武家屋敷
森本家
- 森本家の先祖は丹波国多紀郡大雲郷の出身。初代森本七郎兵衛秀孝は篠山城主であった藤井松平氏4代目の松平忠国の家臣であった。元禄10年（1697年）、松平氏七代信通が備中国庭瀬から上山藩主として入部した際、森本家は三代秀盛の時代であった。
- 森本氏は代々藩主の随伴役が多く、江戸・上山・大坂と転勤し、上山に定住したのは宝永3年（1706年）の春とされる。また、現在の屋敷に引っ越したのは、文久年間以降と言われ、一部模様替えはあるものの、先住者から引き継いで居住している。
- 九代秀妙（ひでとう）は長柄奉行で、御側目付をも兼ね、家禄70石を給された。十一代の秀晋（ひでくに）は藩校明新館の教師や藩主の訓育掛を勤めるなど、漢学の造詣も深く、文筆にも長じていた。秀晋はこの本邸を「錦繍亭（きんしゅうてい）」と愛称し、庭園を「黄華園（こうかえん）」と命名、早春の黄花を好んで鑑賞したと伝えられ、今もその面影を残している。
- 家紋は「剣花葵」

三輪家
- 三輪家の初代飯田（はんだ）小助は、豊前国中津藩奥田氏に仕えていた飯田一翁の次男であった。寛政8年（1796年）、藤井松平氏十一代信古の家臣となり初めて三輪氏を名乗った。三年後に家禄100石10人扶持を給され、名も十郎左衛門重胤（しげたね）と改め、江戸藩邸上屋敷に勤務、のちに側用人準参政となった。
- 二代重孝は明治元年（1868年）に他界するまで、信行・信宝・信庸の三代藩主につかえ、弘化元年（1844年）には側用人と勝手方を兼ねた。後に参政となり藩政に直接参画した重鎮である。側用人という役目柄、藩主の随伴役で上山と江戸、あるいは大坂とあわただしい勤務となり、上山に定住したのは、嘉永5年（1852年）10月である。翌年には惣領席に任じられ、藩校明新館の教師として勤務している。
- 庭園には北面に築池を配し、松や樅の木に躑躅などもあって武家屋敷の風情を添え、往昔の佇まいを偲ばせている。
- 家紋は「抱き茗荷」

山田家
- 山田家の先祖は、常陸国茨城郡笠間の出自で、元禄10年（1697年）頃には藤井松平家の家臣として、現在の屋敷に居住していたことが分かるが、山田家初代は宝暦3年（1753年）4月、上山に定住した恒右衛門としている。
- 山田家は、代々惣領席・馬廻席のほか、寺社・町・郡・勘定等の各奉行、者頭・大目付を勤め、家禄50石を給された。特に藩主の御側勤めや随伴役が多く、江戸と大坂、あるいは上山と転勤し、国元との間を頻繁に行来している。
- 五代の源次郎は文久3年（1863年）に弓道日置流射術師範となり、幕末の慶応元年（1865年）には教導方、藩校明新館の都講にも昇進している。
- 戊辰戦争にも出役し、藩政改革のときには官制上山藩民務局の勧農司事を勤めた。
- 屋敷には松の大樹があったことから、この本邸を「松陰亭」と愛称し、庭園には高野槙や躑躅、百日紅などもあって風情を添え、武家屋敷としての面影を遺している。
- 家紋は「違い鷹の羽」

旧曽我部家
- 上山における曽我部家の初代は宗八と称し、宝永5年（1708年）藤井松平家七代信通の家臣となり、宗旨奉行や馬廻役を勤め、家禄50石、のちに100石を給された。
- 二代勇八は70石で徒頭を勤め、三代右介は天明3年（1783年）に大目付となり85石に昇進、代々要職に就いている。
- 曽我部家は初代からこの地に居住し、当時の敷地は約2,000㎡で、そのほかに城内にも土地を有していたという。
- 間取りは一部改造されているが、玄関の間の上手の槍掛場・刀置場・上段などは、いかにも武家の居宅らしいものがあり、勝手口側4メートル程の所にある「釣瓶井戸」は近年まで使われていたものである。特にこの建物の表玄関は武家中門造りで、中級武家屋敷の様式をよく表し、屋敷には柿が植えられ、庭園には築池を配し、樫・松・桜・梅擬や躑躅などもあり、黒竹や桧葉の生垣を廻らし、風情を添えている。庭には湯茶接待などができる建物「紫苑庭」がある。
- 家紋は「三つ寄せ笠」

## 利用情報
- 開館時間：午前9時～午後4時45分
- 休館日：水曜日、12月28日～1月3日
- 入館料
  - 三輪家：一般大人220円、学生160円（高校生・大学生等）、小人50円（小学生・中学生）　※団体20名以上割引あり
- 使用料
  - 三輪家：1時間につき300円
  - 旧曽我部家：1時間につき300円

　　※市外者の利用の場合は、上記使用料の2倍を徴収する

## アクセス
- 電車：奥羽本線「かみのやま温泉駅」から徒歩約20分、タクシー5分
- 車：東北中央自動車道「山形上山IC」から約10分、「かみのやま温泉IC」から約10分

　　※ 駐車場：市営月岡駐車場（無料）から徒歩1分、上山城第1広場駐車場（無料）から徒歩2～3分
- 路線バス：上山市営バス「新湯」から徒歩2分、山交バス高松葉山線「上山城口」から徒歩10分